# Giovanni Francesco Alessandro Arcasio
Giovanni Francesco Alessandro Arcasio (* 23. Januar 1712 in Bistagno; † 25. Dezember 1791 ebenda) war ein italienischer Rechtsgelehrter.
Arcasio studierte an der Universität Turin nicht nur Jurisprudenz, sondern auch die Lateinische Sprache. Er wurde 1733 als Anwalt zugelassen und von König Karl Emanuel III. von Sardinien 1748 zum Professor des Zivilrechts in Turin ernannt. Diesen Beruf übte er, 1777 von Viktor Amadeus III. zum Senator ernannt und mit einer Pension versehen, bis kurz vor seinem Tod aus. In seiner letzten Lebenszeit zog er sich jedes Jahr ein Monat lang zur Andacht in ein Kamaldulenser-Kloster bei Turin zurück. Er war ein ausgezeichneter Kenner des römischen Rechts. Sein in fünf Teile gegliedertes Hauptwerk, ein Kommentar zum Zivilrecht (Commentarii iuris civilis), erschien in acht Bänden von 1782–84 in Turin und enthält den Stoff seiner Vorlesungen an der Turiner Universität. Er starb Ende 1791 im Alter von 79 Jahren in Bistagno. Im darauffolgenden Jahr verfasste Giuseppe Vernazza, Baron von Freney, einen lobenden Nachruf auf Arcasio in der Biblioteca Oltremontana e Piemontese.